# 记忆巩固
记忆巩固（英語：memory consolidation）是记忆过程的一个分类，指的是在首次获取记忆后将记忆痕迹稳固下来的过程。记忆巩固分为两大部分，突触巩固（即长期增强后期，出现在首次记忆的几小时内）和系统巩固（出现在几周到几年之内不等）。